# Ernest Bai Koroma
Ernest Bai Koroma, né le 2 octobre 1953 à Makeni, est un homme d'État sierra-léonais, membre de l'APC (Congrès de tout le peuple) et président de la République de 2007 à 2018.

## Biographie

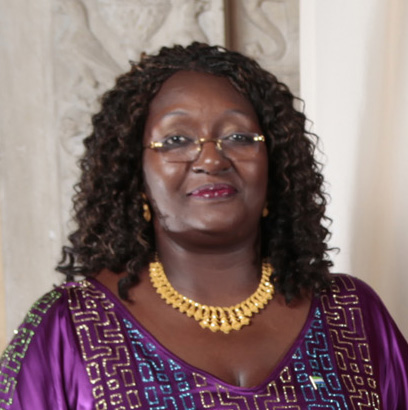
Sia Koroma en septembre 2009.

### Études et carrière professionnelle
Après l'école primaire chrétienne à Makeni, puis l'école secondaire à Magburaka, il étudie à l'université de Fourah Bay à Freetown, dont il sort diplômé en management en 1976. Il enseigne ensuite pendant deux ans à l'école secondaire St. Francis à Makeni, avant d'être engagé en 1978 à la Compagnie nationale d'assurance de Sierra Leone. En 1985, il rejoint Reliance Insurance Trust Corporation (Ritcorp), dont il est président-directeur général de 1988 à 2002.

### Carrière politique
Militant de l'APC depuis 1970, Koroma est élu président de son parti le 24 mars 2002 et désigné comme candidat à l'élection présidentielle du 24 mai suivant, où il termine deuxième avec un 22,3 % des voix derrière Ahmad Tejan Kabbah. La même année, il est élu député au Parlement, au sein duquel il devient chef de la minorité à partir de 2005. Le 8 septembre 2007, il est élu président de la République en battant au second tour son adversaire, Solomon Berewa, vice-président et candidat du Parti du peuple de Sierra Leone (SLPP) avec 54,6 % des suffrages contre 45,4 %,. En octobre 2007, il nomme un cabinet provisoire de dix ministres.
Koroma est réélu pour un deuxième mandat le 17 novembre 2012 en remportant 58,7 % des suffrages contre 37,4 % pour son adversaire, le général Julius Maada Bio, brièvement chef de l'État en 1996.
En décembre 2023, Ernest Bay Koroma est placé sous assignation à résidence après une deux jours d'interrogatoire après des évènements survenus le 26 novembre 2023 lors de manifestations, qualifiés de tentative de coup d'État par les autorités de la Sierra Leone.
Le 03 janvier 2024, Ernest Baï Koroma, est inculpé pour son rôle présumé dans les événements du 26 novembre 2023, qualifiés de « tentative de coup d'Etat » par le gouvernement. « Ernest Bai Koroma est inculpé de quatre infractions, dont “trahison” et “dissimulation de trahison” ». Le 17 janvier 2024, Ernest Bai Koroma est autorisé à quitter la sierra Leone pour se rendre à l'étranger à cause de problème de santé.

## Distinctions et décorations
- Grand-croix de l'ordre national du Bénin (2014)[8].